# Linea 1 (metropolitana di New York)
1 Broadway-Seventh Avenue Local è una linea della metropolitana di New York che collega la città da nord, con capolinea presso la stazione di Van Cortlandt Park, a sud, con capolinea presso la stazione di South Ferry. La linea è indicata, nei cartelli in stazione e nelle mappe, con il colore rosso pomodoro poiché l'infrastruttura principale che utilizza a Manhattan è la linea IRT Broadway-Seventh Avenue.
Questa linea effettua un servizio locale, i treni fermano quindi in tutte le stazioni. È inoltre l'unica di tutta la rete ad avere stazioni in superficie a Manhattan, ovvero la stazione di 125th Street e tutte le stazioni a nord di Dyckman Street.

## Storia

### 1900-1999
Tra il 1904 e il 1908 venne aperta la prima linea sotterranea della metropolitana di New York allora nota come West Side Branch, che comprendeva alcune sezioni della attuali linee IRT Lexington Avenue, IRT 42nd Street Shuttle e IRT Broadway-Seventh Avenue. Sull'infrastruttura erano attive una linea espressa e una locale, quella espressa si dirigeva o verso Brooklyn, dopo aver percorso Manhattan, oppure terminava presso South Ferry o City Hall.
In seguito, il 3 giugno 1917, la linea Broadway-Seventh Avenue venne estesa da Times Square a 34th Street e poi, il 1º luglio 1918, fino a South Ferry, con anche una diramazione dalla stazione di Chambers Street fino a Wall Street detta Brooklyn Branch. Prima del 1º agosto 1918, queste sezioni erano utilizzate solo da alcune navette, poi con il completamento del cosiddetto H system alcuni treni vennero deviati dal West Side Branch a questa infrastruttura. Su di essa venne attivata una linea espressa che utilizzava il Brooklyn Branch fino a Wall Street e che, successivamente, il 15 aprile 1919, venne estesa sino a Atlantic Avenue per mezzo del Clark Street Tunnel. Le ulteriori estensioni delle linee IRT Eastern Parkway, IRT Nostrand Avenue e l'apertutra della linea IRT New Lots permisero di prolungare la linea 1 sino alle stazioni di Flatbush Avenue e New Lots Avenue.
Il 6 febbraio 1959, la linea 1 iniziò a svolgere il servizio, di tipo locale, solo lungo la parte est di Manhattan; in precedenza, svolgeva un servizio espresso a Manhattan e si dirigeva poi verso Brooklyn con invece la linea 3 che svolgeva il servizio locale lungo la parte est dell'isola. Il 12 agosto 1989 venne attivato il cosiddetto servizio skip-stop, che consisteva nel saltare le fermate di Marble Hill-225th Street, 207th Street, 191st Street e 145th Street tra le 6.30 e le 19.00. Nel 1994, tuttavia, il servizio skip-stop a mezzogiorno fu interrotto e la fermata di 191st Street non venne più saltata.

### 2000-presente
Dopo gli attentati dell'11 settembre 2001, la linea venne deviata poiché parte dell'infrastruttura utilizzata, situata proprio sotto il sito del World Trade Center, venne distrutta dal crollo delle due torri; venne quindi limitata presso la stazione di 14th Street e il tipo di servizio svolto venne modificato, rimase locale a nord di 96th Street e divenne espresso a sud di quest'ultima. Il 19 settembre 2001, il percorso della linea venne nuovamente modificato, venne infatti deviata verso New Lots Avenue in sostituzione della linea 3; di notte terminava però presso Chambers Street. Infine dopo un anno, il 15 settembre 2002, la linea tornò presso il capolinea originario di South Ferry, la fermata di Cortlandt Street veniva però saltata in quanto chiusa e poi demolita a causa dei gravi danni subiti.
Il 27 maggio 2005 il servizio skip-stop è stato sospeso. Questo tipo di servizio divenne sconveniente a causa del maggior numero di treni in esecuzione sulla linea e alla maggiore utenza nelle stazioni escluse; la MTA ha stimato che l'eliminazione del servizio avrebbe aggiunto solo 2 o 3 minuti al viaggio ma in compenso molti passeggeri avrebbero avuto un aumento della frequenza con conseguente diminuzione del tempo di viaggio complessivo grazie ai minori tempi d'attesa nelle stazioni.
Il 16 marzo 2009 venne aperta la nuova stazione di South Ferry in sostituzione della precedente aperta nel 1905, che venne quindi chiusa. Questa stazione ha però subito ingenti danni nell'ottobre 2012 dopo il passaggio dell'uragano Sandy ed è stata chiusa fino al 27 giugno 2017 per essere sottoposta a lavori di ristrutturazione; durante questo periodo è stata quindi momentaneamente riaperta la stazione chiusa nel 2009. La stazione di Cortlandt Street, chiusa nel 2001, è stata invece riaperta l'8 settembre 2018, venendo rinominata WTC Cortlandt.

## Il servizio
La linea 1 Broadway-Seventh Avenue Local, come gran parte della rete, è sempre attiva, 24 ore su 24. Ferma in tutte le 38 stazioni della linea IRT Broadway-Seventh Avenue, escluso il Brooklyn Branch, ed ha un tempo di percorrenza di circa un'ora.
Possiede interscambi con 15 delle altre 24 linee della metropolitana di New York, con le quattro linee della Port Authority Trans-Hudson, con i servizi ferroviari suburbani Long Island Rail Road, Metro-North Railroad e New Jersey Transit Rail, con i treni extraurbani dell'Amtrak, con numerose linee automobilistiche gestite da MTA Bus, NJT Bus e NYCT Bus e con il traghetto Staten Island Ferry.

### Le stazioni servite
| Stazione                           |  | Interscambi con la metropolitana | Altri Interscambi                                                             |
| ---------------------------------- |  | -------------------------------- | ----------------------------------------------------------------------------- |
| The Bronx                          |  |                                  |                                                                               |
| Van Cortlandt Park-242nd Street    |  |                                  | MTA Bus • NYCT Bus                                                            |
| 238th Street                       |  |                                  | NYCT Bus                                                                      |
| 231st Street                       |  |                                  | MTA Bus • NYCT Bus                                                            |
| Manhattan                          |  |                                  |                                                                               |
| Marble Hill-225th Street           |  |                                  | Metro-North Railroad • MTA Bus • NYCT Bus                                     |
| 215th Street                       |  |                                  | NYCT Bus                                                                      |
| 207th Street                       |  |                                  | NYCT Bus                                                                      |
| Dyckman Street                     |  |                                  |                                                                               |
| 191st Street                       |  |                                  | NYCT Bus                                                                      |
| 181st Street                       |  |                                  | MTA Bus • NJT Bus • NYCT Bus                                                  |
| 168th Street                       |  |                                  | NYCT Bus                                                                      |
| 157th Street                       |  |                                  | NYCT Bus                                                                      |
| 145th Street                       |  |                                  | NYCT Bus                                                                      |
| 137th Street-City College          |  |                                  | NYCT Bus                                                                      |
| 125th Street                       |  |                                  | NYCT Bus                                                                      |
| 116th Street-Columbia University   |  |                                  | NYCT Bus                                                                      |
| Cathedral Parkway-110th Street     |  |                                  | NYCT Bus                                                                      |
| 103rd Street                       |  |                                  | NYCT Bus                                                                      |
| 96th Street                        |  |                                  | NYCT Bus                                                                      |
| 86th Street                        |  |                                  | NYCT Bus                                                                      |
| 79th Street                        |  |                                  | NYCT Bus                                                                      |
| 72nd Street                        |  |                                  | MTA Bus • NYCT Bus                                                            |
| 66th Street-Lincoln Center         |  |                                  | NYCT Bus                                                                      |
| 59th Street-Columbus Circle        |  |                                  | MTA Bus • NYCT Bus                                                            |
| 50th Street                        |  |                                  | MTA Bus • NYCT Bus                                                            |
| Times Square                       |  |                                  | NYCT Bus • MTA Bus                                                            |
| 34th Street-Penn Station           |  |                                  | Long Island Rail Road • New Jersey Transit Rail • Amtrak • MTA Bus • NYCT Bus |
| 28th Street                        |  |                                  | NYCT Bus                                                                      |
| 23rd Street                        |  |                                  | NYCT Bus                                                                      |
| 18th Street                        |  |                                  | NYCT Bus                                                                      |
| 14th Street                        |  |                                  | Port Authority Trans-Hudson • NYCT Bus                                        |
| Christopher Street-Sheridan Square |  |                                  | Port Authority Trans-Hudson • NYCT Bus                                        |
| Houston Street                     |  |                                  | NYCT Bus                                                                      |
| Canal Street                       |  |                                  | NYCT Bus                                                                      |
| Franklin Street                    |  |                                  | NJT Bus • NYCT Bus                                                            |
| Chambers Street                    |  |                                  | NYCT Bus                                                                      |
| WTC Cortlandt                      |  |                                  | Port Authority Trans-Hudson                                                   |
| Rector Street                      |  |                                  | MTA Bus • NYCT Bus                                                            |
| South Ferry                        |  |                                  | Staten Island Ferry • NYCT Bus                                                |

## Il materiale rotabile
Secondo gli ultimi dati dell'aprile 2020, sulla linea 1 vengono utilizzate 310 carrozze R62A, assemblate a formare 31 treni da 10 carrozze. Le R62A furono realizzate dalla Bombardier tra il 1984 e il 1987. Il deposito assegnato alla linea è quello di 240th Street, situato nel Bronx.